# Sport Club Ulbra Ji-Paraná
Lo Sport Club Ulbra Ji-Paraná, noto anche semplicemente come Ulbra Ji-Paraná, era una società calcistica brasiliana con sede nella città di Ji-Paraná, nello stato della Rondônia.

## Storia
Lo Sport Club Ulbra Ji-Paraná è stato fondato dal Centro Universitário Luterano di Ji-Paraná il 1º aprile 2005. Il club ha vinto il suo primo titolo, che è stato il Campeonato Rondoniense Segunda Divisão, nello stesso anno, dopo aver sconfitto il Grêmio di Espigão d'Oeste in finale.
Il club ha vinto il Campionato Rondoniense nel 2006, 2007 e 2008. Nel 2006 sconfisse il Vilhena in finale, nel 2007 il Jaruense, e nel 2008 di nuovo il Vilhena.
L'Ulbra Ji-Paraná ha partecipato al Campeonato Brasileiro Série C nel 2006, dove ha terminato all'ultimo posto nel proprio gruppo. Il club si qualificò anche per l'edizione del 2008, ma tuttavia decise di non partecipare. Ha partecipato alla Coppa del Brasile per la prima volta nel 2007, dopo aver eliminato il Santa Cruz al primo turno, venne eliminato dal Coritiba ai sedicesimi di finale. L'Ulbra Ji-Paraná è stato eliminato al primo turno della coppa nel 2008 dalla Portuguesa.
Il club venne sciolto nel settembre 2008, un paio di mesi dopo aver vinto in quella stagione il Campionato Rondoniense, a causa di mancanza di sponsor. Invece di investire nel club, il collegio decise di investire in nuovi corsi e nel migliorare il campus.

## Palmarès

### Competizioni statali
- Campionato Rondoniense: 3

2006, 2007, 2008
- Campeonato Rondoniense Segunda Divisão: 1

2005